# 탈원전 정책

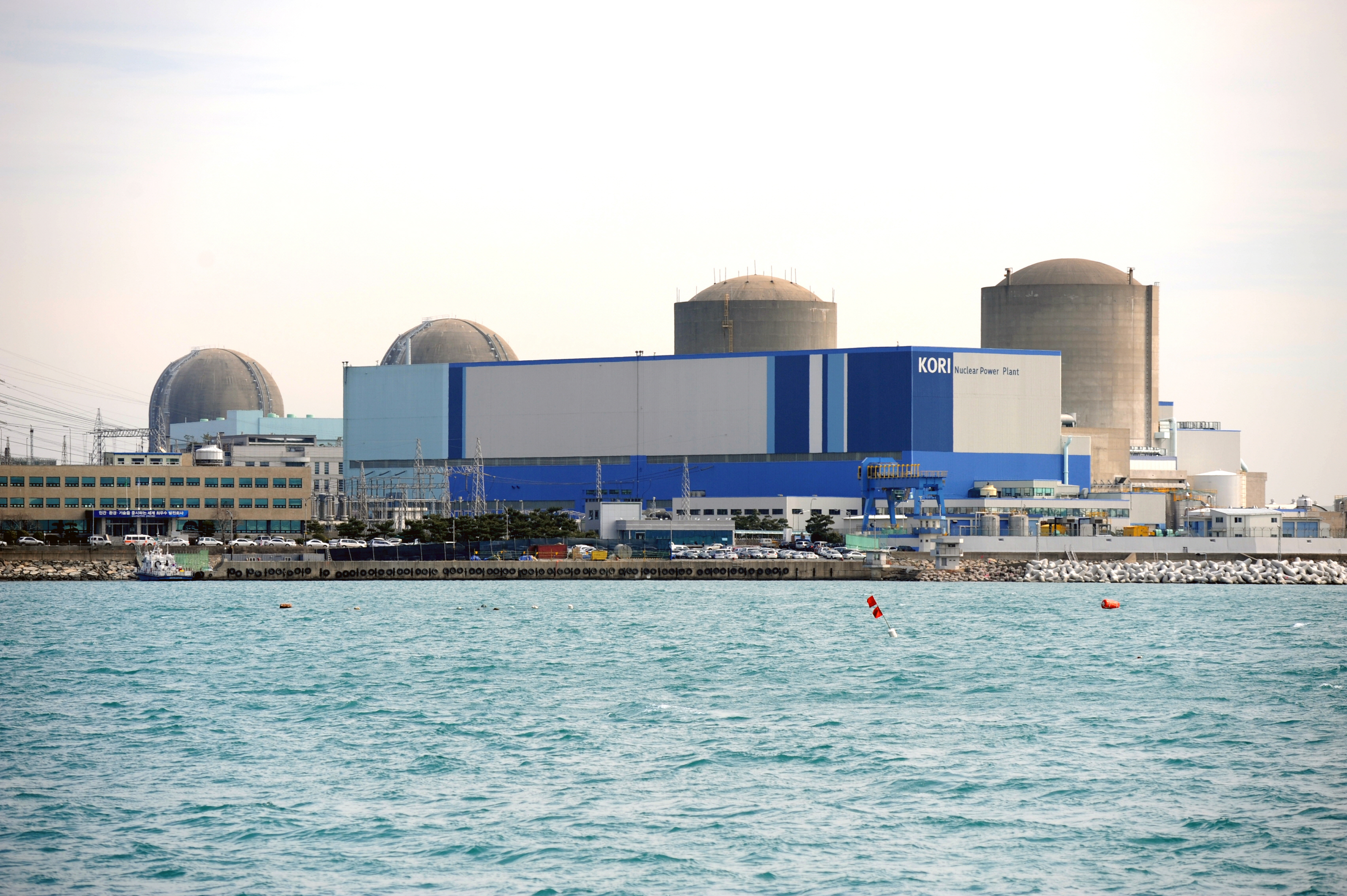
2022년 세계 최대 원전이 된 한국의 고리원자력발전소

탈원전 정책은 원자력 발전소를 더 이상 사용하지 말자는 정책이다. 종종 원자력 발전에 대한 우려 때문에 시작되는 단계적 폐지에는 일반적으로 원자력 발전소를 폐쇄하고 화석 연료와 재생 에너지로 전환하는 것이 포함된다. 세 가지 원자력 사고가 원자력 발전 중단에 영향을 미쳤다. 1979년 미국 스리마일섬섬 부분 원전 용해, 1986년 소련(현재 우크라이나)에서 발생한 체르노빌 원자력 발전소 사고, 2011년 후쿠시마 제1 원자력 발전소 사고이다.
2023년 기준, 그 이전에 작동하던 원전을 모두 영구적으로 폐쇄한 국가는 이탈리아(1990년), 독일(2023년)이다. 리투아니아와 카자흐스탄은 유일한 원전을 폐쇄했지만 이를 대체하기 위해 신규 원전을 건설할 계획이고 아르메니아는 2023년까지 원전을 모두 폐쇄했다가 이후 재가동했다. 오스트리아는 완전히 건설된 최초의 원자력 발전소를 전혀 사용하지 않았다. 쿠바, 리비아, 북한, 폴란드는 재정적, 정치적, 기술적 이유로 어떠한 원자력 발전소 건설도 완료하지 못했다. 스페인과 스위스는 단계적 핵폐기를 계획하고 있다.
후쿠시마 사고 이후 핵 폐쇄로 인해 여러 국가의 배출 감소 목표가 크게 지연되었다. 독일과 일본 폐쇄의 영향에 대한 2019년 연구에서는 원자력 발전소를 계속 운영함으로써 이 두 국가는 2011년부터 2017년 사이에 대기 오염으로 인한 사망자 28,000명과 CO2 배출량 2,400Mt를 예방할 수 있었다"고 결론지었다. 후쿠시마 이후 양국은 대량의 대기 오염으로 인한 사망과 CO2 배출을 방지할 기회를 잃었다. 원자력 분야 종사자들의 주장으로 검증되지 않았다.
벨기에, 필리핀, 그리스, 스웨덴, 대한민국 등 이전에 원자력 프로그램 개시나 단계적 폐지 계획에 반대했던 몇몇 국가들은 기후 문제와 에너지 독립으로 인해 최근 몇 년간 방향을 바꾸었다.

## 역사
탈원전에 대한 주장은 1956년 영국에서 최초의 상업용 원전을 가동할 당시부터 현재에 이르기까지 꾸준히 제기되어 왔다. 기본적으로 탈원전을 지지하는 '원자력 발전 폐지론자'들은 원자력 발전이 저렴하고 친환경적인 에너지가 아니며, 통제 가능한 근본적 기술을 확보하지 못한 위험한 에너지라는 생각에 동의한다. 1970년 프랑스의 핵실험에 반대하기 위해 1971년 발족된 그린피스(NGO)는 원자력 발전의 비효율성과 위험성을 알리는 운동을 펼쳐왔다. 요근래 대한민국의 탈원전 정책은 1979년 미국 스리마일섬 원자력 발전소 사고, 1986년 소련 체르노빌 원자력 발전소 사고, 2011년 일본 후쿠시마 제1 원자력 발전소 사고 등 세개의 유명한 원전 사고의 영향을 받았다.
2016년 기준으로, 호주, 오스트리아, 덴마크, 그리스, 아일랜드, 이탈리아, 라트비아, 리히텐슈타인, 룩셈부르크, 말레이시아, 몰타, 뉴질랜드, 노르웨이, 필리핀, 포르투갈은 원자력 발전소가 없으며, 앞으로도 보유 계획이 없다. 벨기에, 독일, 스페인, 스위스는 원자력 발전소 가동을 중단했다.

## 대한민국
문재인 대통령은 19대 대선 때 탈원전 정책을 공약으로 내세웠다. 문 후보는 '원자력 제로'를 목표로, 신규 원전 건설계획 백지화, 노후원전 수명연장 중단, 월성1호기 폐쇄, 신고리5·6호기 공사 중단 등을 주장했다. 또한 원전 비중을 2030년까지 30%에서 18%로 낮추고, LNG는 20%에서 37%, 신재생 에너지는 5%에서 20%로 높이겠다고 발표했다.
집권 이후에는 신고리원자력발전소 5, 6호기의 공사를 3개월 간 일시 중단하고, 시민 배심원단들로 구성된 공론화위원회가 공사의 중단/재개 여부를 결정하도록 했다. 이 과정에서 1000억 원의 손실이 발생하고 한수원 노조 등 원자력업계의 반발이 일어나는 등의 논란이 일어났다. 또한 서울대학교 공과대학 11개 학과의 학생회가 <탈원전 추진, 과학기술계의 의견을 경청하라>라는 입장서를 내 문재인 정부의 원전 정책에 대한 의견을 내었으며, 집권여당인 더불어민주당의 송영길 의원은 신한울 3·4호기 공사 재개를 주장하여 같은 당의 우원식 의원과 갈등을 빚기도 하였다.

## 대만
2016년 대선에서 탈원전 공약을 내세우고 집권한 민주진보당 소속 차이잉원 총통은 '2025년까지 모든 원전의 가동을 완전히 중단한다'는 전기사업법 95조 1항을 입법하였다. 그러나 일부 원전 가동 중단으로 전력 수급 불안에 대한 여론이 생겼고, 2018년 11월 24일 지방선거에서 탈원전 정책을 주장하던 차이잉원과 민진당은 참패하였다. 지방선거와 함께 진행한 국민투표에서도 '2025년까지 모든 원전 가동을 중단한다'는 전기사업법 95조 1항 폐지 안건이 가결됐다.

## 탈원전정책의 영향

### 지구온난화 촉진
온실가스 배출이 거의 없는 원자력 이용을 줄이면, 가스나 석탄과 같은 화석연료 사용량이 증가한다. 태양광이나 풍력같은 에너지원은 온실가스 배출이 적지만, 간헐성 때문에 가스나 석탄화력발전소의 보조발전량이 증가한다. 특히 LNG는 생산과 수송과정의 메탄누설로 인해 석탄보다 지구온난화에 미치는 영향이 더 크다. 이런 이유로 원전에 반대하던 우려하는 과학자 연맹(UCS: Union of Concerned Scientists)은 원전없이는 지구온난화에 대응할 수 없다며, 보조금을 지급해서라도 원전을 유지하는 정책의 필요성을 제시했다.

### 미세먼지 등 대기오염 물질 증가
탈원전으로 가스나 석탄화력발전소의 가동이 증가하면 미세먼지 등 대기오염 물질 배출량이 증가한다. LNG가 평균적으로 석탄보다 대기오염물질 발생량이 적지만, 없는 것은 아니다. 발전량대비 대기오염물질 배출량(kg/MWh)은 태안석탄화력 1~8호기 0.782, 영흥석탄화력 1~6호기 0.258, 일산LNG복합화력 0.526, 군산LNG복합화력 0.285 등으로, 구형LNG발전소는 신형석탄발전소보다 대기오염물질을 더 많이 배출한다. LNG발전소는 도심에 위치하는 경우가 많아, 석탄화력발전소보다 피해가 더 클수 있다.

### 사망자 증가
단위 에너지 생산량당 사망자 수가 가장 적은 원자력 대신 다른 에너지원(가스, 태양광, 풍력, 수력 등)의 사용을 늘리면 그만큼 사망자 수가 증가한다. 에너지 1 TWh를 생산하는 과정에서 석탄이 24.62명, 천연가스로 인해 죽은 사람이 2.82명인 반면, 원자력으로 인해 죽은 사람은 0.07명이었다. 체르노빌, 후쿠시마 같은 대형 사고 포함한 수치다. 2014년 전세계 에너지 생산량이 159,000 TWh이었으므로, 환산하면 에너지를 생산하기 위해 한 해 희생된 인명이 석탄이 391만명, 천연가스가 45만명인데, 원자력은 1만2천명인 셈이다. 만일 석탄이나 가스 대신 원자력만 사용했다면 430만명의 목숨을 잃지 않았다는 계산이 가능하다.

### 환경파괴
탈원전과정과 맞물려 추진되는 재생에너지 발전계획에서 재생에너지의 대표격인 태양광발전이나 풍력발전은 에너지 밀도가 낮아 발전소 설치에 대단히 넓은 토지가 필요하다. 2017년 한해에만 태양광을 하기 위해 훼손된 숲이 1434 ha(여의도 5배)다.

### 야생동물 피해
풍력은 발전과정에서 생성하는 저주파 때문에 음파에 의존하는 박쥐나 고래 등과 같은 동물의 생존에 치명적인 영향을 미친다. 해양풍력발전소가 밀집한 영국 북해에서 2018년에만 고래가 1000마리 사망했다. 갑작스런 고래의 사망 증가는 해군의 소나 혹은 포경업과 무관하다. 해군활동이나 포경활동이 갑자기 증가한게 아니기 때문이다. 가장 유력한 원인은 해양 풍력 발전기의 저주파소음이다. 해양풍력발전기가 최근 급증한 곳이 영국 북해다.

## 같이 보기
- 원자력 정책
- 반핵 운동